# All (Band)
All ist eine US-amerikanische Pop-Punk-Band aus Los Angeles.

## Bandgeschichte
Als der Sänger Milo Aukerman 1987 die Descendents verließ, um sich voll auf sein College-Studium zu konzentrieren, beschlossen die verbliebenen drei Mitglieder unter neuem Namen weiterzumachen. Gitarrist Stephen Egerton, Bassist Karl Alvarez und Schlagzeuger Bill Stevenson holten sich Dave Smalley von Dag Nasty als neuen Sänger dazu. Benannt wurde die Band nach dem letzten Descendents-Album All.
Sie kamen bei Cruz Records unter, einem neu gegründeten Ableger von SST Records. Als erste Labelveröffentlichung überhaupt erschien 1988 ihre Debüt-LP Allroy Sez und im selben Jahr noch die EP Allroy for Prez. Dann folgte aber bereits wieder die Trennung von Smalley und Scott Reynolds wurde neuer Sänger. Mit ihm ging es durch die nächsten drei Jahre, in der vier Alben erschienen. 1991 unterstützten sie Tony Lombardo bei seinem Album New Girl, Old Story. Es war die erste Veröffentlichung von Descendents-Mitgründer Lombardo nach seinem Ausstieg 1986 und erschien unter dem Interpretennamen TonyAll.
Nach dem sechsten All-Album Percolator folgte die Trennung von Scott Reynolds und als dritter Sänger kam Chad Price zur Band. Das Album Breaking Things war 1993 das erste mit seiner Stimme, gleichzeitig aber auch das letzte Album bei Cruz. Ihr nächstes Album Pummel konnten sie 1995 beim Major-Sublabel Interscope Records veröffentlichen.
Im selben Jahr kam es zu einer kurzzeitigen Wiedervereinigung der Descendents für eine Tour und ein Album, während der die All-Aktivitäten ruhten. Ab 1998 fand sich die Formation aber wieder zusammen und veröffentlichte das Album Mass Nerder. Es erschien ebenso wie die letzten beiden Alben All (1999) und Problematic (2000) bei Epitaph Records. 2001 erschien die Doppel-CD Live Plus One mit je einer Live-CD von All und von den Descendents. In den USA erreichte das Album in den Independent-Charts Platz 45.
Danach kam es zu einer Wiedervereinigung der Descendents, die in großen Abständen zwei weitere Alben veröffentlichten. All blieb als zweites Projekt bestehen, beschränkte sich aber bis in die 2010er hinein auf Liveauftritte.
Chad Price veröffentlichte 2009 und 2018 Soloalben, er ist außerdem Frontman der 1996 gegründeten Alt-Country-Band Drag the River und seit 2016 beteiligt am All-Star-Projekt A Vulture Wake. Bassist Karl Alvarez gründete mit Underminer als Nebenprojekt eine eigene Band und war als Live- und Studiomusiker unter anderem bei Gogol Bordello und den Lemonheads gefragt. Stevenson und Egerton gründeten in Colorado ein eigenes Studio und sind als Produzenten aktiv.

## Diskografie
Alben
- Allroy Sez (1988)
- Allroy for Prez (EP, 1988)
- Allroy’s Revenge (1989)
- Trailblazer (Livealbum, 1989)
- Allroy Saves (1990)
- Percolater (1992)
- Breaking Things (1993)
- Pummel (1995)
- Mass Nerder (1998)
- All (Kompilation, 1999)
- Problematic (2000)

Weitere Beteiligungen
- New Girl, Old Story (mit Tony Lombardo als TonyAll, 1991)
- Live Plus One (Live-Doppelalbum mit All & Descendents, 2001, US Independent Album Charts: Platz 46)

Lieder
- Just Perfect (1988)
- Wishing Well (1988)
- Sugar and Spice (1988)
- She’s My Ex (1989)
- Crazy? (1989)
- Dot (1992)
- Shreen (1993)
- Guilty (1994)
- Million Bucks (1995)
- Ruby (1997)